# Bernard Magné
Bernard Magné (* 9. Mai 1938 in Metz; † 5. Dezember 2012 in Toulouse) war ein französischer Romanist und Literaturwissenschaftler.

## Leben
Nach dem Studium an der Universität Toulouse bestand Bernard Magné 1962 die Agrégation (Staatsprüfung für das höhere Lehramt) im Fach Lettres classiques (klassische Sprachen und Literaturen). Er lehrte ab 1963 an der Universität Toulouse, wo er 1964 eine Thèse de 3e cycle über François Poullain de La Barre verteidigte. Nach der Aufteilung der Tolosaner Universität durch die Hochschulreform von 1970 gehörte er der geisteswissenschaftlich ausgerichteten Universität Toulouse II (Le Mirail) an. Dort schloss Magné 1976 seine Thèse d’État (entspricht etwa einer Habilitation) über die Krise der französischen Literatur unter Ludwig XIV. zwischen Humanismus und Nationalismus ab. 
Er lehrte als Professor für französische Literatur in Toulouse, bis er 2003 in den Ruhestand trat. Nachdem er seine Qualifikationsschriften noch über die Literaturgeschichte des 17. bis 18. Jahrhunderts angefertigt hatte, wandte er sich der zeitgenössischen französischen Literatur zu. Schwerpunkt seiner Forschung war das Werk des Schriftstellers Georges Perec (1936–1982). Magné betreute Jean Ricardous 1982 abgeschlossene Thèse d’État. Ricardou bescheinigte seinerseits jedoch Magné, seine Theorie der Textique trotz jahrelangen Bemühens nicht verstanden zu haben.

## Veröffentlichungen (Auswahl)
- Crise de la littérature française sous Louis XIV. Humanisme et nationalisme. 2 Bde. H. Champion, Paris 1976. (Thèse)
- (Hrsg.) François Poullain de La Barre: De l’éducation des dames pour la conduite de l’esprit dans les sciences et dans les mœurs. Entretiens. Université de Toulouse Le Mirail, Toulouse 1982.
- Emprunts à Queneau, bis. Centre international de documentation, de recherche et d’édition Raymond Queneau, Limoges 1989.
- Perecollages 1981–1988. Presses universitaires du Mirail-Toulouse, Toulouse 1989.
- (Hrsg. mit Jean-Pierre Balpe) L’imagination informatique de la littérature. Colloque de Cerisy, Centre culturel international de Cerisy-La Salle, juillet 1985. Presses universitaires de Vincennes, Saint-Denis 1991.
- (mit Mireille Ribière) Les poèmes hétérogrammatiques. Éditions du Limon, Paris 1992.
- (Hrsg. mit Hans Hartje und Jacques Neefs) Georges Perec: Cahier des charges de «La vie mode d’emploi». Zulma, Cadeilhan 1993.
- Tentative d’inventaire pas trop approximatif des écrits de Georges Perec. Bibliographie. Presses universitaires du Mirail, Toulouse 1993.
- Georges Perec. Nathan, Paris 1999. Armand Colin, Paris 2005.
- (Hrsg.) Georges Perec: Romans et récits. Livre de poche, Paris 2002. (Gesamtausgabe)
- (Hrsg. mit Christelle Reggiani) Écrire l’énigme. Presses de l’Université Paris-Sorbonne, Paris 2007.
- Perecollages 2. Anthologie d’articles de Bernard Magné sur l’oeuvre de Georges Perec. Hrsg. Jean-Luc Joly und Christelle Reggiani. Presses universitaires du Midi, Toulouse 2022.